# 用章廷俊
用章廷俊（ようしょう てんしゅん、懶庵廷俊、大徳3年（1299年） - 洪武元年（1368年）は、元末から明初にかけて活動した臨済宗大慧派の禅僧である。大慧下7世。
大徳3年（1299年）に饒州楽平県にて生誕。笑隠大訢の法を嗣いだ。別号を懶庵と称する。蘇州白馬寺、杭州中天竺寺を経て銭塘浄慈寺の住持となった。日本より来元した無我省吾や椿庭海寿を接化している。洪武元年（1368年）示寂。根津美術館所蔵の墨蹟は重要美術品に指定されている。